# القمر القاتل (رواية)
القمر القاتل هي رواية فنتازيا من تأليف نورا كي. جيميسين، وتُعد الجزء الأول من سلسلة ثنائية دم الحلم (Dreamblood Duology). تلتها رواية الشمس المظللة.  تم إصدار رواية القمر القاتل في 1 مايو 2012 عن طريق Orbit Books، وتدور أحداث الرواية حول سلسلة من جرائم القتل واحتمال اندلاع حرب سحرية.

## نبذة
في مدينة جوجاريه، تُقسم السلطة بين الأمير العلماني ومعبد هيتاوا الديني. يمارس أتباع هيتاوا نوعًا من السحر المستمد من الأحلام، يُعرف بـالسحر المخدّر، ويُستخدم في خدمة الإلهة هانانجا. يتألف المعبد من أربع رتب: المعلمون، والحراس (وهم المحاربون)، والمشاركون (المعالجون)، والجامعون (وهم المرشدون النفسيون). يُعد الجامعون مجموعة مختارة من الكهنة يمتلكون القدرة على دخول أحلام الآخرين وجمع ما يُعرف بـ"دم الأحلام". وتُوكل إليهم مهمة منح موتٍ سلمي لأولئك الذين يعانون من أمراض عضال، أو لمن يعتبرهم نظام الهيتاوا فاسدين ولا يُرجى إصلاحهم. يُستخدم دم الأحلام في سحر علاجي قوي، لكنه في الوقت ذاته مادة فعّالة ومسببة للإدمان. قد يُصاب الجامع بالإدمان على دم الأحلام ويفقد ارتباطه بالواقع. وعندما يحدث ذلك، يُطلق عليه اسم الحاصد (Reaper).
الحاصدون لا ينقلون الأرواح إلى العالم الآخر كما يفعل الجامعون، بل يُدمرونها تمامًا.
قبل أحداث الرواية بعدة سنوات، استولى الأمير إينينكيت على العرش بعد أن قتل والده ومعظم إخوته. وكان الناجي الوحيد هو شقيقه الأصغر إيهيرو، الذي كان قد انضم بالفعل إلى معبد هيتاوا، ولم يُنظر إليه كمنافس على العرش.
في جوجاريه، يحاول الجامع إيهيرو جمع روح زائر أجنبي، لكنه يتردد في اللحظة الحاسمة. يموت الرجل وتُدمَّر روحه، ما يؤدي إلى دخول إيهيرو في أزمة إيمان. تأتي السفيرة سوناندي من كيسوا، وهي دولة يُحظر فيها ممارسة السحر المخدر. وتكتشف أن الأمير إينينكيت يقوم ببناء سفن حربية بهدف مهاجمة كيسوا. بالإضافة إلى ذلك، يوجد حاصد في المدينة، ويتستر عليه الهيتاوا. يصبح التلميذ نيجيري تحت إشراف إيهيرو كمتدرب لديه، ومن المتوقع أن يحل محل الجامعة أونا-أونا التي توفيت مؤخرًا. يُكلف إيهيرو بجمع روح السفيرة سوناندي. وعندما يواجهها الجامعون، تكشف لهم عن معلوماتها حول فساد الأمير إينينكيت ومعبد هيتاوا. يدرك إيهيرو أن المهمة المقدسة للهيتاوا قد تم اختراقها، وأن الجامعين استُخدموا للتخلص من أعداء سياسيين بدلًا من المواطنين المذنبين، فيقرر التحالف مع سوناندي للتحقيق في هذا الفساد. تتوجه سوناندي وإيهيرو ونيجيري في رحلة إلى كيسوا. يبدأ إيهيرو يعاني من الهلوسة بسبب نقص دم الأحلام. يلاحقهم جنود الأمير ويهاجمونهم، وفي خضم جنونه المتصاعد، يدمر إيهيرو روح أحد الجنود ليصبح بذلك حاصدًا. تقدم سوناندي إيهيرو ونيجيري إلى قادة كيسوا، حيث يشاركونهم المعلومات حول خطط الأمير للحرب. بعد ذلك، يعود إيهيرو ونيجيري إلى جوجاريه.
يُقبض على الجامعين الاثنين ويُساقان إلى زنزانة. يكشف الأمير إينينكيت أن الحاصد هو في الحقيقة أونا-أونا، التي كان يُعتقد أنها قد ماتت. يخطط إينينكيت لاستخدام الحاصد لجمع دم الأحلام من جميع الجنود في ساحة المعركة، لنقل هذه المادة إليه ليصبح خالدًا فعليًا.. نيقوم نيجيري بقتل أونا-أونا. ثم يشغل ني جيري الأمير إينينكيت، مما يسمح لإيهيرو باستعادة وعيه وتحكمه في نفسه. بعد ذلك، يقتل إيهيرو الأمير. يقوم ني جيري بجمع روح إيهيرو ويرسلها بسلام إلى العالم الآخر. في خاتمة الرواية، هزم جيش كيسوا مدينة جوجاريه واحتلها. تناقش سوناندي ونيجيري مستقبل المدينة.

## الجوائز والترشيحات
كانت آراء النقاد حول الكتاب إيجابية في الغالب.  إذ كتب داس إندرا براميت في مجلة سلانت أن الرواية "فريدة من نوعها، ولا تثير أي من السمات العامة للفانتازيا الأوروبية الوسطى التي تهيمن على سوق الفانتازيا". أشاد إندرا براميت بالسرد والبناء، وبالشخصيات، خاصة ملاحظته أن:
"العلاقة بين إيهيرو ونيجيري تُعد تصويرًا معقدًا ومجزياً لعلاقة المرشد والمتدرب لم أشهد مثلها منذ فترة طويلة".  
ذكرت مراجعة في إذاعة NPR أن رواية القمر القاتل "تمزج بين السحر المصري القديم ونظرية يونغ"، وأضافت أن القارئ "لن يندم" على قضاء الوقت مع هذه الرواية. 
أشادت منصة io9 بمعالجة الرواية لموضوعات مثل "الدين والآلهة والسحر"، ووصفتها بالغنية والمثيرة للاهتمام.  أما مراجعة مجلة Kirkus Reviews فرأت أن الرواية تُقدِّم تجربة قراءة مُرضية، لكنها انتقدت بعض الجوانب مثل الشعور بالضيق في بعض المقاطع، بالإضافة إلى غياب الخرائط، الأمر الذي صعّب متابعة تفاصيل العالم المتخيَّل. 
وصلت الرواية إلى التصفيات النهائية لجائزة نيبولا لأفضل رواية لعام 2012  وجائزة الخيال العالمي لأفضل كما كانت من بين المرشحين النهائيين لجائزة العالم للفانتازيا لأفضل رواية لعام 2013. 

## روابط خارجية
- الموقع الرسمي للمؤلف